# Simone Rossi (rugbista)
Simone Rossi (Milano, 8 ottobre 1991) è un ex rugbista a 15 italiano, in carriera attivo nel ruolo di tre quarti ala.

## Biografia
Cresciuto nelle giovanili dell'Amatori Milano, dopo il fallimento del club passò nel 2010 al Grande Milano e, nel 2013, al Petrarca con cui vinse lo scudetto nel 2018.
Durante la permanenza a Padova fu usato come permit player del Benetton in Pro12, riportando la sua unica presenza in tale campionato contro la gallese Scarlets nel febbraio 2018.
Vanta qualche presenza nell'Italia Seven e una nell'Italia A contro gli scozzesi Heriot’s.
Dal 2018 è di nuovo a Milano, sistemazione scelta per proseguire gli studi universitari in fisioterapia.

## Palmarès
- Campionati italiani: 1
Petrarca: 2017-18